# 28 Eskadra Ratownicza Marynarki Wojennej

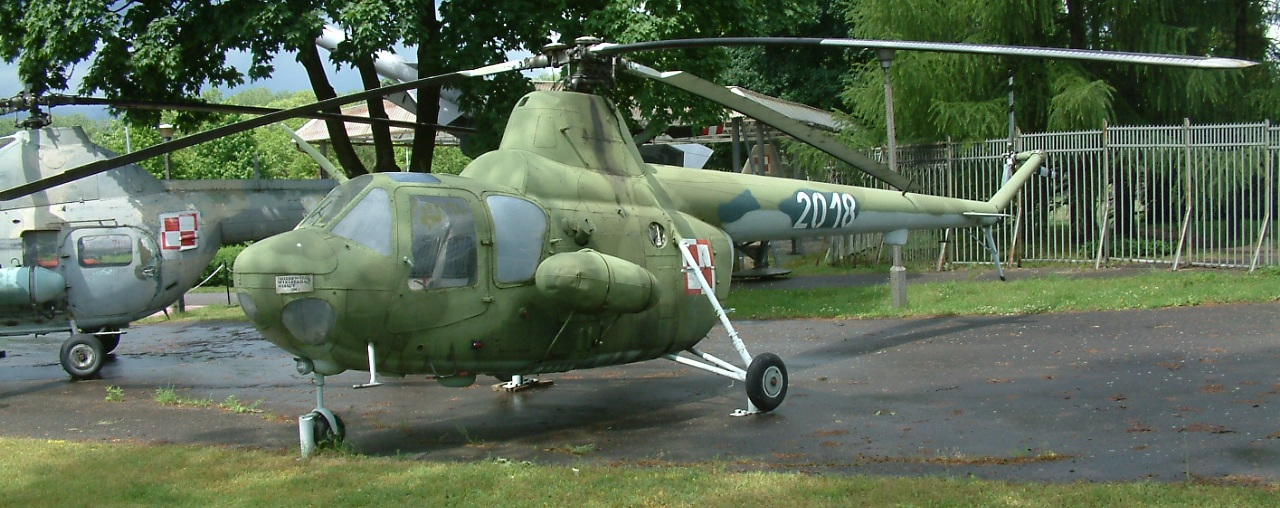
SM-1

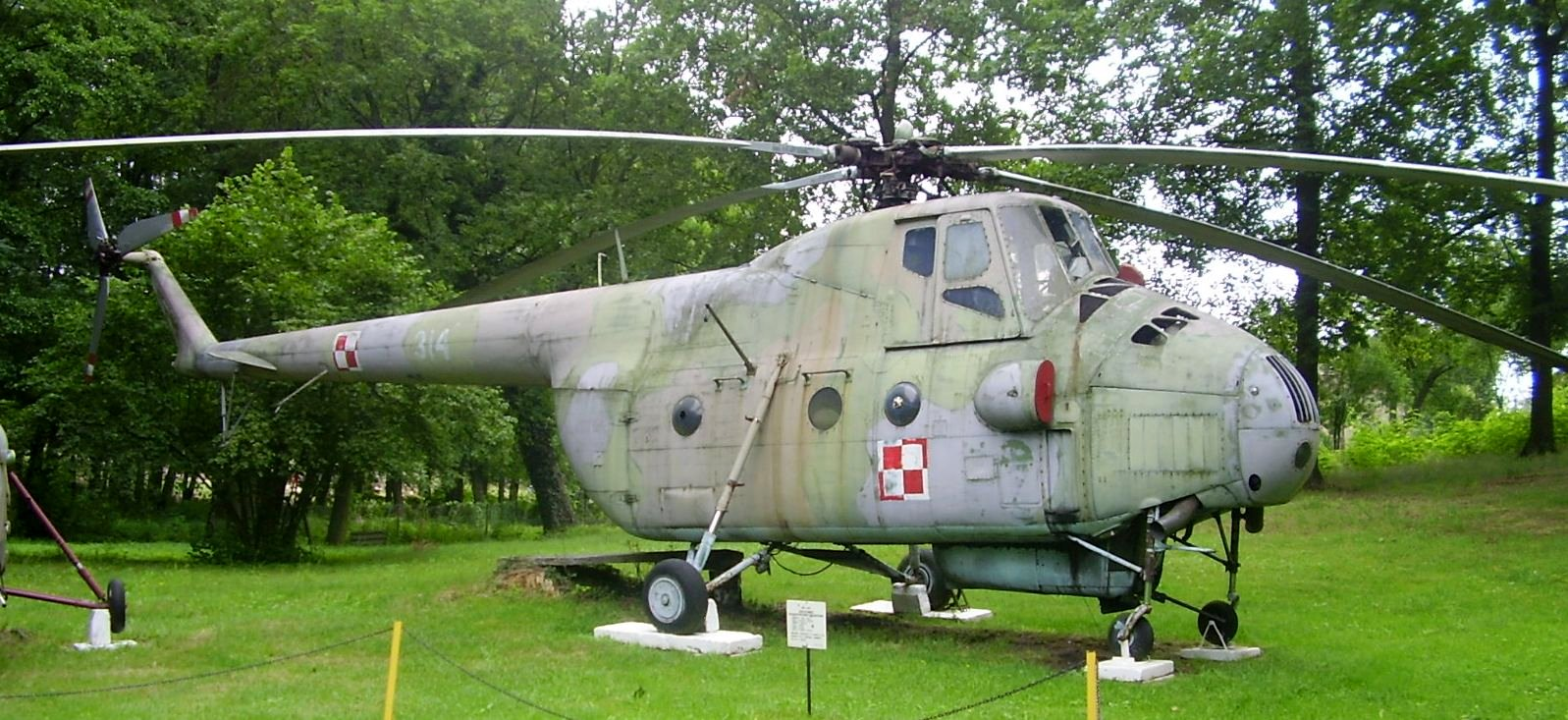
Mi-4

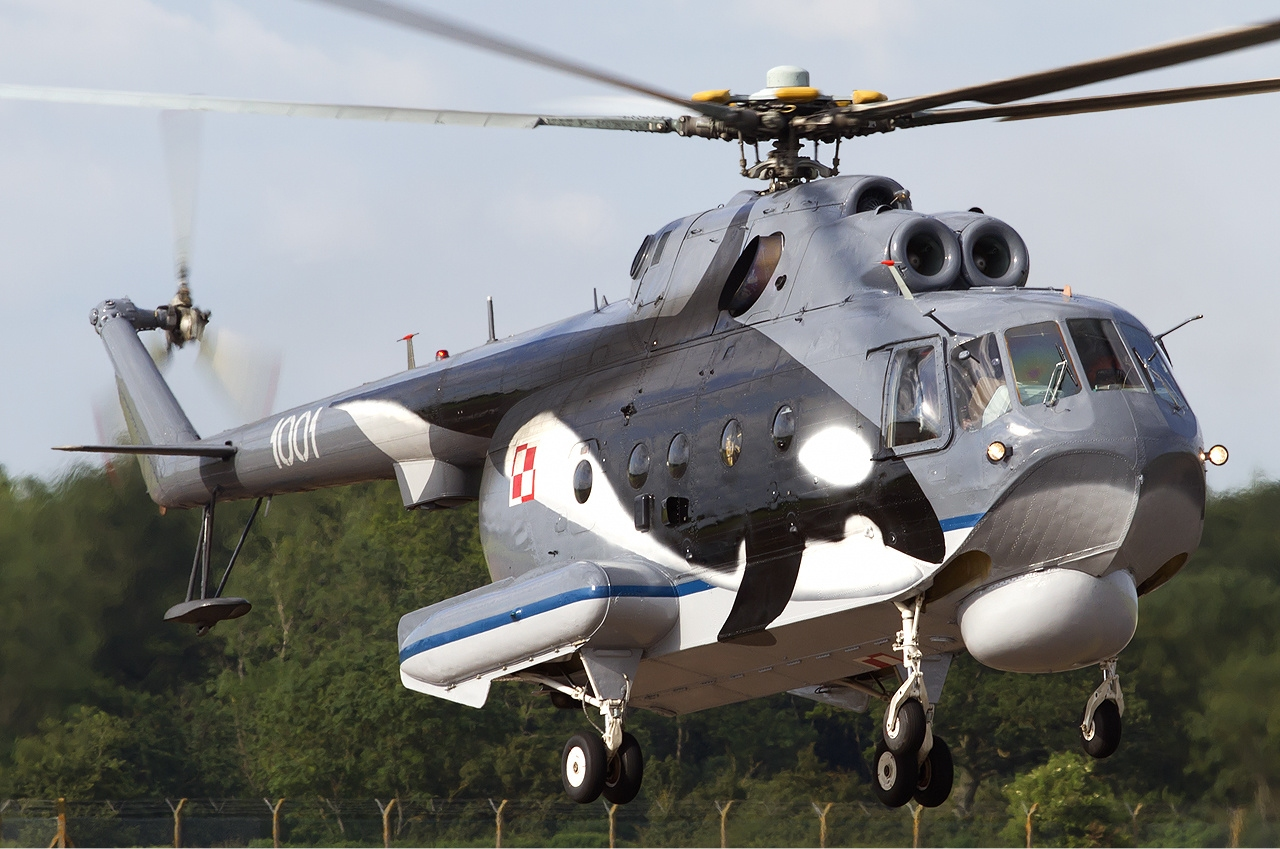
Mi-14

28 Eskadra Ratownicza Marynarki Wojennej (28 erMW) – pododdział lotniczy Marynarki Wojennej.

## Formowanie i zmiany organizacyjne
W grudniu 1962 roku, na lotnisku w Darłowie, sformowano 28 Eskadrę Ratowniczą Marynarki Wojennej Etat nr 35/413 przewidywał 121 żołnierzy i 1 pracownika cywilnego.
W 1965 roku eskadra została przeformowana na nowy etat nr 35/456, w którym przewidziano 240 żołnierzy i 5 pracowników cywilnych. W tym samym roku w eskadrze utworzono klucz śmigłowców zwalczania okrętów podwodnych. 
W 1983 roku sformowano trzeci klucz śmigłowców zwalczania okrętów podwodnych.
Pod koniec 1983 roku 28 Eskadra Ratownicza Marynarki Wojennej została przeformowana w 16 Pułk Lotnictwa Specjalnego Marynarki Wojennej.

## Dowódcy eskadry
Wykaz dowódców eskadry podano za: Józef Zieliński [red.]: Polskie lotnictwo wojskowe 1945-2010. s. 189.
- kpt. pil. Stanisław Piekara (1963-1966)
- kmdr por. pil. Józef Grzanka (1966-1969)
- kmdr por. pil. Mieczysław Pawlicki (1968-1983)